# Pietersbierum
Pietersbierum (Fries: Pitersbierrum) is een dorp in de gemeente Waadhoeke, in de Nederlandse provincie Friesland. Pietersbierum ligt direct ten zuiden van Sexbierum, waarmee de plaats een tweelingdorp vorm. Het dorp ligt aan de N393. Ten noorden van het dorp loopt de Dijksvaart en ten zuiden de Opvaart.
In 2023 telde het dorp 150 inwoners. De buurtschap Roptazijl heeft dezelfde postcode als Pietersbierum.

## Geschiedenis

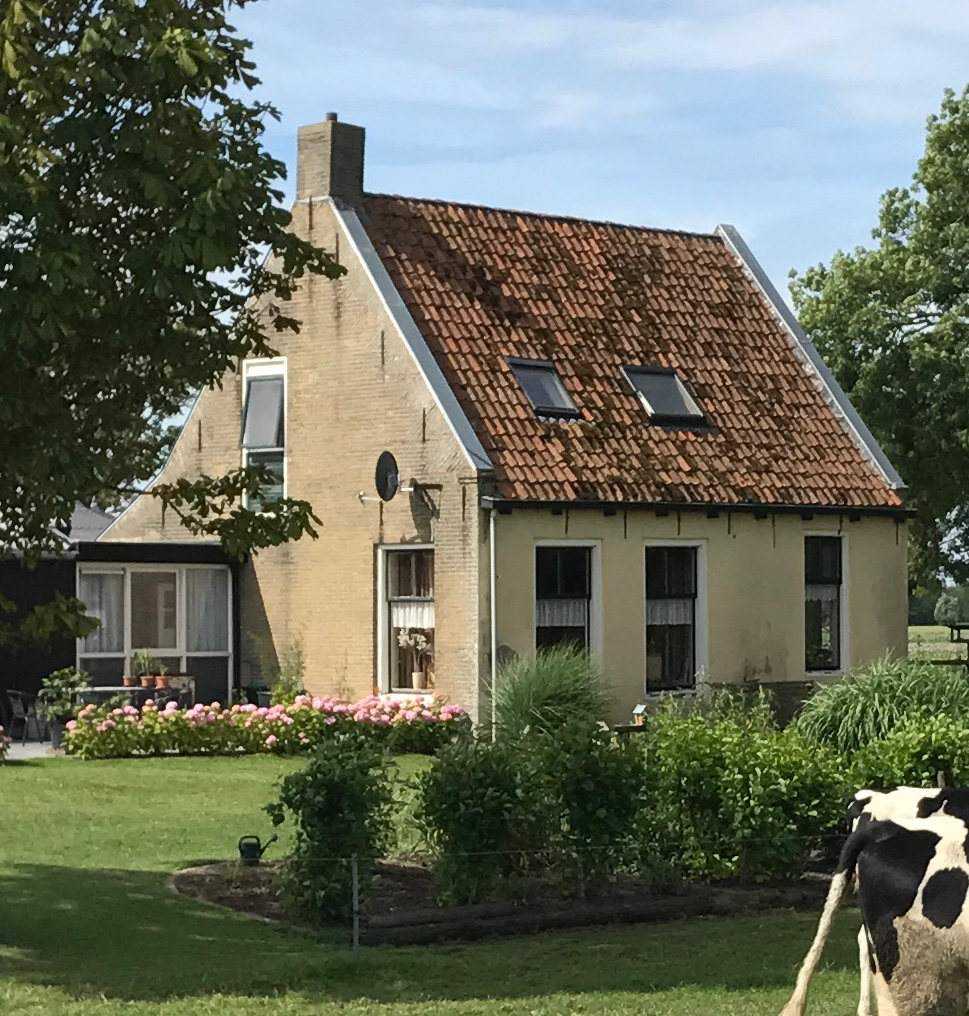
Rijksmonument

Het dorp is het meest westelijke dorp van de dorpen die zijn ontstaan op een terp op een kwelderwal langs de Waddenzee. In 1398 werd het dorp vermeld als Peters berim, daarna kwamen varianten als Petersberum, Pietersbierum en Petersbueren voor. De plaatsnaam zou duiden op een huis/schuur van Peter. Bierum komt van het Oudfriese woord bêre (schuur en/of huis).
In 1322 wordt in deze omgeving een dorp Westerbeeren (Westerbierum) genoemd; volgens sagen is dit dorp verdronken in het Vlie, de Waddenzee. Waarschijnlijker is echter dat het om een oudere naam voor Pietersbierum gaat. 
Na de Tweede Wereldoorlog groeide Sexbierum richting Pietersbierum. In de jaren 70 van de twintigste eeuw ontstond zo het dubbeldorp. Oorspronkelijk stond het gemeentehuis van de gemeente Barradeel in Pietersbierum, maar de grens werd later een kleine honderd meter opgeschoven, zodat het gemeentehuis in Sexbierum kwam te staan.
Na de gemeentelijke herindeling van 1 januari 1984 lag het dorp tot 2018 in de gemeente Franekeradeel.
Na de gemeentelijke herindeling van 1984 kreeg het gemeentehuis een andere bestemming (Logies en ontbijt). Sinds eind 2008 is het oud-gemeentehuis in gebruik als Thomashuis.

## Kerk
De kerk van Pietersbierum dateert van 1822 en verving de oudere middeleeuwse kerk. Het schip van de kerk van Pietersbierum is sinds 1999 in particulier eigendom. Klaas Werumeus Buning heeft in het schip van de kerk zijn atelier/galerie.
De grafstenencommissie van de Fryske Akademy heeft hier in juli 2012 twee zeer oude priesterzerken blootgelegd. De pastoors Ulbe en Hessel zijn daar in respectievelijk 1469 en 1476 begraven. Op de zerk van Ulbe staat een miskelk op een wapenschild, in zijn soort een van de oudste ooit gevonden. De toren van de kerk wordt beheerd door stichting Behoud Toren Pietersbierum.

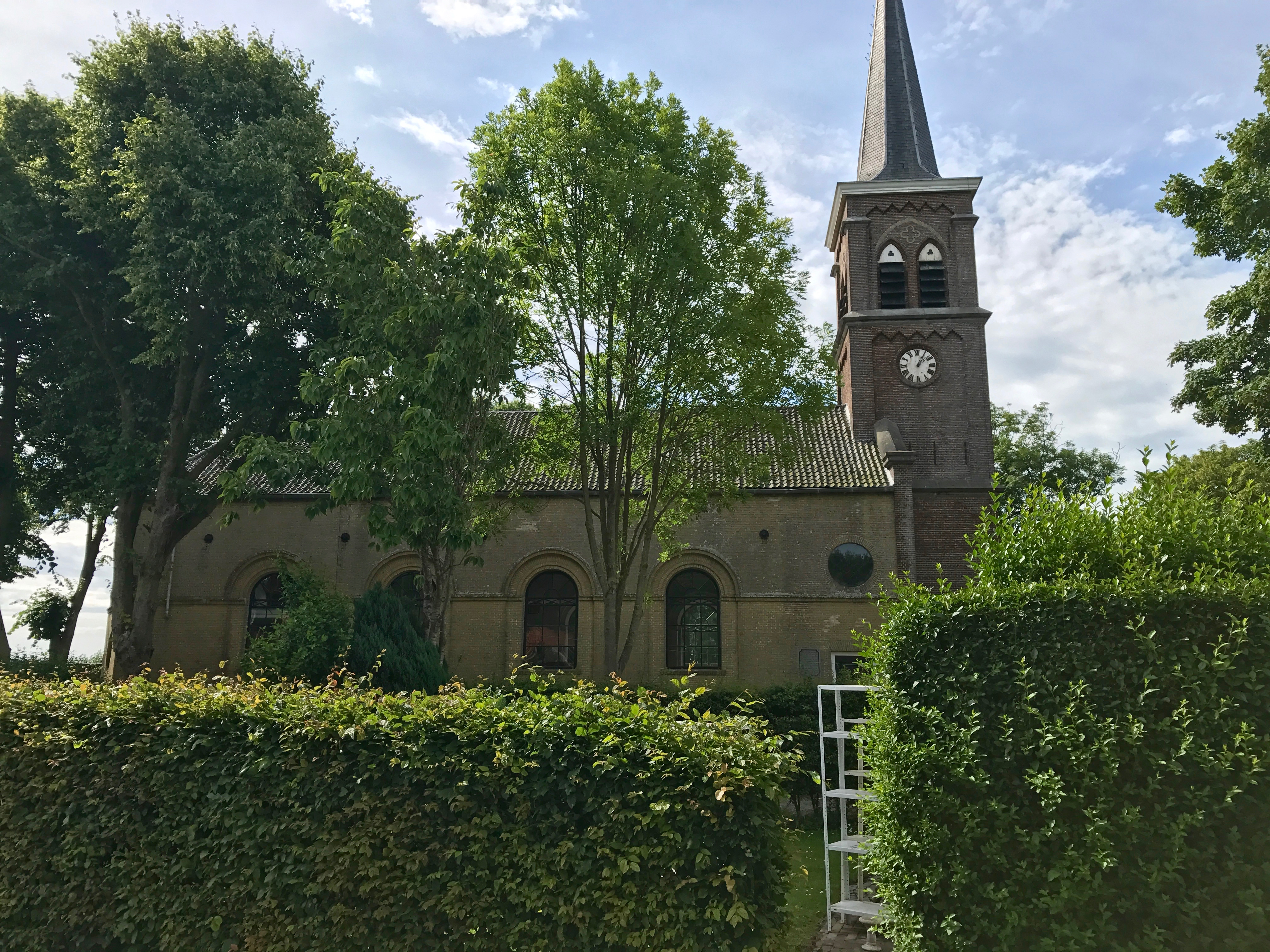
Kerk van Pietersbierum

## Sport en cultuur
De gezamenlijke kaatsvereniging KV De Twa Doarpen/D.I.O.S.Samen is opgericht in 1905. Voor andere verenigingen is er het gezamenlijke dorpshuis It Waed in Sexbierum.